# أيغاليو
أيغاليو: (باليونانية: Αιγάλεω)، مدينة يونانية، وضاحية من ضواحي أثينا الكبرى.

## الموقع والسكان
تقع بلدية أيغاليو في غرب أثينا، غرب نهر سيفيسوس وجنوب شرق جبل أيغاليو، ويبلغ عدد سكانها حوالي 74 ألف نسمة
 أغلبيتهم من العمال.

## متفرقات
- تعد مدينة أيغاليو من المراكز الصناعية الهامة وأكثر من ربع مساحة المدينة هي عبارة عن مصانع، وخاصة حول نهر سيفيسوس حيث تكون جزءاً من منطقة أثينا الصناعية.
- يعد نادي أيغاليو أف سي أهم نادي كرة قدم في المدينة.

## المدن التوأم
- ريدجو كالابريا، إيطاليا
- ليغانيز، (مدريد الكبرى)، إسبانيا

## أعلام
- فاسيليس شارالامبوبولوس

## وصلات خارجية
- الموقع اللرسمى لمدينة أيغاليو (باليونانية)
- جريدة أيغاليو (باليونانية)